# Lobophyllia hataii
Lobophyllia hataii is een rifkoralensoort uit de familie van de Lobophylliidae. De wetenschappelijke naam van de soort is voor het eerst geldig gepubliceerd in 1936 door Yabe, Sugiyama & Eguchi.